# 呉偉業

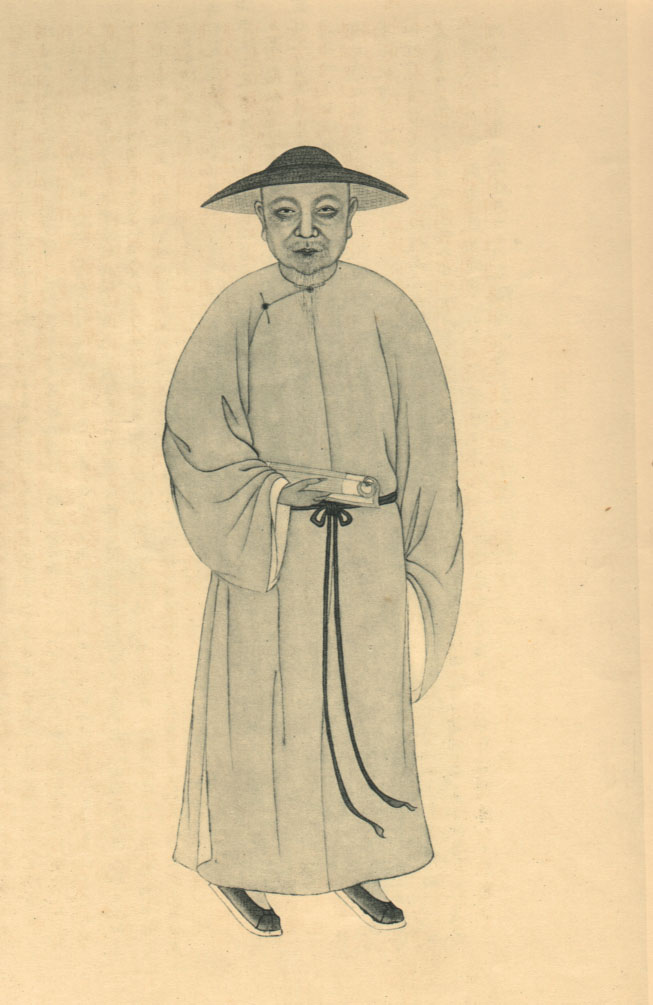
呉偉業

呉 偉業（ご いぎょう、万暦37年5月20日（1609年6月21日） - 康熙10年12月24日（1672年1月23日））は、中国明末・清初の詩人。字は駿公、号は梅村。南直隷太倉県出身。
崇禎4年（1631年）の榜眼。翰林院編修となった。南京国子監司業と庶子 (zh) を務めた。明の滅亡後は南京で弘光帝の朝廷に一時仕えた。その後、清朝に強制されて国子監祭酒をつとめたが、3年後に、母の喪に遭って故郷に戻った。明清両朝に仕えた結果になったことを、彼は生涯の恥とした。

## 生涯
父は呉琨、母は朱氏。四歳年下の弟に偉節。先祖は崑山の名族であり、その中には「呉中先賢伝」に良吏として称された呉愈もみられる。祖父の呉議のときに太倉にうつった。
梅村は幼少期より鋭鋒を著した。復社の盟主、張溥をも嘆息させたほどである。
その後、梅村は復社の成立（崇禎二年）と同時に復社に加わり、崇禎四年には張溥と共に進士へ及第。ただちに翰林院編修を授けられ、一気に名が知れ渡った。当時、わずか二十三歳、異例の出世であった。翌年に崇禎帝からの特別な優待を受け、結婚のため故郷へ戻ることを許された。
崇禎八年には実録纂修官に命じられ、崇禎十年には東宮講読官に命じられた。このころ梅村は帝の逆鱗に触れ、流謫される黄道周の解放に尽力し、次第に正義派の中で頭角を現すようになった。
崇禎十七年、明が北京でほろんだ。この時梅村は故郷太倉にあった。彼は先帝をおもい、自殺を図ったが家人に気付かれ失敗に終わる。まもなく福王が南京で即位すると、梅村は召されて少詹事となった。しかしこの臨時政府内ではいまだに党争が続いており、それにいち早く勘づいた梅村は政権を見限り辞職した。
翌年、清の大軍は南侵を開始した。このときに梅村は「避乱六首」を歌う。朝廷の無能さを嘆いた梅村は、やがて積極的に生きることをあきらめ、余生を自然と詞の中に見出そうとした。
しかし順治十年には迫られて北京へ上り、国子監祭酒（大学総長）に任ぜられた。一族を犠牲にしてまで清朝に抵抗しようと思わなかった梅村であるが、この出来事を死ぬまで後悔し続けた。
順治十八年、桂王が捕えられ、雲南の李定国が死亡すると、台湾の鄭成功一族を除き中国には平和が訪れた。このころには梅村の名は広く知れ渡っており、彼の歌には亡国の悲しみがあることも知れていた。
もともと病弱であった梅村は、康熙十年の冬に病を得た。そして十二月二十四日に死亡。梅村は霊巖寺で鄧尉山の梅と共に葬られることを強く望んだ。墓誌銘さえも人に依頼することは無かった。ただ墓の前に「詩人呉梅村之墓」と刻した石を立てるように命じ、人々はその遺言に従った。

## 人物
梅村には亡国詩人以外の多くの顔が存在した。文章家、思想家、史学者、戯曲作家、江南党社運動の領袖、そして政客でもあった。また、絵事にも精通しており、銭謙益、龔鼎孳と共に江左三大家と称されるほどであり、文学以外にも多才であることがうかがえる。梅村の絵画作品が現存しているか否かははっきりしていない。陳寅恪氏にると、『江左三大家詩画合巻』という書物があり、その中に梅村の絵に銭謙盆が詩を書きこんだ作品が存在するらしい。梅村の育った太倉は王世貞の出身地であった。つまり梅村は復古派の中で基礎教育を受けて育ったのである。したがって王世貞に対する尊敬の念は生涯変わることは無く、あまり他人の文学については口を出さなかった梅村であるが、王世貞に関してのみは敬慕の思いを込めた口調で随所に現れる。
梅村は十代後半ごろには張溥のもとに入門した。もとより文学的才能はあったものの、ひ弱であまり外の世界を知らなかった少年が張溥のような支配力を持つ人格の持ち主と出会い、強く影響されたことは明らかである。梅村に生涯他方から政治的に利用されるなど主体性の欠如を感じられるのは、この幼少期の出来事が大きくかかわっている。実際に梅村が詩人や文学者としてではなく為政者として功績を残したことはほとんどない。数回政治に参加するも、それは梅村本人の意思ではなく周囲に利用されて、という形で会った。彼の意志で行ったものといえば崇禎四年の科挙くらいであろう。しかし科挙の受験自体は本人の意思であってもその背後には張溥の意図、さらに優等で及第したことに関しては周延儒の政治的判断が大きく絡んでいた。
このように、科挙への優等の及第から始まり、梅村の生涯は悔いの連続となっていくのである。
以上のことから上記の王世貞、張薄の二人は梅村の思想にかなり大きく影響していると考えられる。
また、梅村はあまり自分を語ることを好まない人物であったとされる。幼少時代を記録するような書物もあまり見受けられない。梅村本人が自分を語る内容で最も詳しいものは、康熙十年十一月二十八日に書き残した遺書『與子暻疏』であろう。自己粉飾の可能性もあるものの、最も信用できる資料である。この遺書の中では自らの幼いときの苦労を語っている。

## 詩風
梅村の特徴として、先朝の滅亡を悲しみ、過去に傷心したことがあげられる。そのことが詩の作風にも大きく影響しており、彼の詩は祖国が滅んだことへの嘆き、自分が祖国を裏切ったことへの怨みなどによる哀歌が多い。特に明から清への交替は、明からすれば異民族に征服されたことになる。それ故に彼の明への追悼、清への怨みはとても大きく、強く作品に反映されている。また、幼少期から才能が開花し、若くして朝廷に召され地位を手に入れた梅村であるが、その後明朝はどんどん傾いていき、輝かしい人生は明朝とともに崩れ落ちていった。全体的に梅村の作品に暗い印象があるのは、これらの激動の人生が理由である。しかし、彼の作品のすべてが亡国を嘆いたものであるわけではなく、若い頃の作品は華やかな才能が輝き出るものであった。また、彼が生み出した叙事詩型は梅村体（體）と名付けられて後世に大きく影響した。
梅村は詩に関しては唐を模範とし、文においては唐宋を模範とすると主張するものの、論理性はあまり見受けられない。そして典故を多用する。さらに風刺のさいには曖昧な表現を用いるので、注釈を見ながら読んでも意味を理解できないことがある。（風刺の曖昧な例として、「巻七曇陽観に文学博介石を訪う」という作品がある。これは明が滅亡した際にあからさまに明への思いを詩にすることができなかったため、舜の伝説を用いることで雲南で殺された桂王を表現したものである。）
また、梅村は艶詩でも有名である。しかしその艶詩はただ華やかなだけではなく、亡国の悲しさが込められている。艶詩に亡国の悲哀を織り交ぜることにより哀感を加えるというのは、梅村の得意とするところである。
秋風落日、長笛哀歌、江湖放舟等を愛用するが、これは唐代の詩の慣用句を組み合わせて使っているものであり、復古派の特徴でもある。
梅村体の重大な欠陥は一つの詩の中に同じ文字を何度も使うことである。「鴛湖曲」という詩を例に挙げると、湖が五回、煙と風がそれぞれ四回、柳、雨、樹がそれぞれ三回、さらに草、月、驕、船、桃、天、葉が二回ずつ用いられている。しかし梅村の詩はこれらの文字の重複を気づかせないほどに美しく構成されており、この欠点に気付けないほどである。
梅村の詩の総数は、本により異なっている。康熙初年に刊行された二十巻の無注本の配列によった集覧、箋注いわく詩は千三十首、詩余九十二首とされている。梅村の詩集、注は以下のとおり。
1.梅村集四十巻　　康熙七、八年刊（現存する以下の文集の基盤となっている。弟子の編集という形をとっているが、本人の編集だという説がある。)
2.梅村家蔵稿五十九巻年譜四巻　　宣統三年刊(この本には通行本に含まれない詩が比較的多く載っているものの、それでもすべてを網羅しているわけではない。）
3.梅村先生編年詩集十二巻　程穆衡注　　民国十八年刊
4.呉詩集覧二十巻　靳栄藩注　　乾隆四十年刊
5.呉詩箋注十八巻　呉翌鳳注　　嘉慶十九年刊
以上の文集を確認してみても、除外された作品が多く存在することがわかる。これは対清戦争をうたったもの、清朝に対する批判をうたったものを削除したのではないかと考えられる。また、そのような理由ではなく削除された作品もあり、それらは梅村自身満足のいっていない作品であったからと考えられている。自分の身に危険が及ぶであろう作品、満足のいっていない作品を梅村自身が削除したことで、文集から消えた作品がうまれたのである。

梅村の親友であった陳子龍は、梅村の詩を「はなはだ李頎に似たり」と称している。これは、李頎の七律が王世貞から高く評価されていたからではないかとされている。

## 作品
白門遇北来友人　　白門に北来の友人に遭う
風塵満目石城頭　　風塵　満目　石城の頭
樽酒相看話客愁　　樽酒　相い看て　客愁を話る
庾信有書談北土　　庾信　書有りて北土を談じ
杜林無恙問西州　　杜林恙無きやと西州に問う
恩深故國頻回首　　恩深く　故国　頻りに首を巡らし
詔到中原尽涕流　　詔到りて中原尽く涕流す
江左即今歌舞盛　　江左　即今　歌舞盛んに
寝園蕭瑟薊門秋　　寝園　蕭瑟たり　薊門の秋
砂ぼこりが巻き上がる中、南京にて
樽酒の前に向かい合い、旅の愁いを語った
庾信からは手紙があり、北方のことを話した
杜林は無事なのかと、西州に行って尋ねよう
とてもよくしてくれた祖国はもう無く、しきりに恋しく思う
詔を聞き、国民はみなことごとく涙を流した
しかし江左は戯楽宴遊におぼれている
御陵はわびしいことだろう、歴代の帝を祀った薊門の秋には
課女　　女に課す
漸長憐渠易　　漸く長じて　渠の易きを憐れみ
將衰覺子難　　將に衰えんとして　子の難きを覚ゆ
晩来燈下立　　晩に灯下に来りて立ち
携就月中看　　携えて月中に就いて看る
弱喜従師慧　　弱きより師に従いて慧なるを喜び
貧疑失母寒　　貧なれば母を失いて寒きかと疑う
亦知談往事　　亦た知る　往事を談ずるを
生日在長安　　生日　長安に在りと
だんだんと成長し、女の子が育てやすくなることをいとしく思う
自分は老いてゆき、男の子を生むのは難しいと感じる
夜、灯の下に来て立ち
手をつないで、月の光の中で見たりする
小さい頃から先生にならい、聡明であることを喜ぶ
貧しく、母を失って寒い思いをしているのではないかと思う
しかし、昔の出来事を話すことを知っており
自分が生まれたのは北京だったと言う

故意　　故意
歓似機中糸　　歓は機中の糸に似たり
織作相思樹　　織りて相思樹と作さん
儂似衣上花　　儂は衣上の花に似たり
春風吹不去　　春風　吹けども去らず
あなたは機の糸のようである
織って相思樹のように作りましょう
わたしは衣の花の模様のようである
春風が吹いても、飛んでいくことはない